# Sesimbra
Sesimbra – miejscowość w Portugalii, leżąca w dystrykcie Setúbal, w regionie Lizbona w podregionie Półwysep Setúbal. Miejscowość jest siedzibą gminy o tej samej nazwie.

## Demografia
| Liczba ludności gminy Sesimbra (1801–2011) | Liczba ludności gminy Sesimbra (1801–2011) | Liczba ludności gminy Sesimbra (1801–2011) | Liczba ludności gminy Sesimbra (1801–2011) | Liczba ludności gminy Sesimbra (1801–2011) | Liczba ludności gminy Sesimbra (1801–2011) | Liczba ludności gminy Sesimbra (1801–2011) | Liczba ludności gminy Sesimbra (1801–2011) | Liczba ludności gminy Sesimbra (1801–2011) | Liczba ludności gminy Sesimbra (1801–2011) |
| ------------------------------------------ | ------------------------------------------ | ------------------------------------------ | ------------------------------------------ | ------------------------------------------ | ------------------------------------------ | ------------------------------------------ | ------------------------------------------ | ------------------------------------------ | ------------------------------------------ |
| 1801                                       | 1849                                       | 1900                                       | 1930                                       | 1960                                       | 1981                                       | 1991                                       | 2001                                       | 2004                                       | 2011                                       |
| 3 920                                      | 4 695                                      | 9 047                                      | 13 276                                     | 16 837                                     | 23 103                                     | 27 246                                     | 37 567                                     | 44 046                                     | 49 500                                     |

## Sołectwa
Sołectwa gminy Sesimbra (ludność wg stanu na 2011 r.)
- Castelo - 19 053 osoby
- Quinta do Conde - 25 606 osób
- Santiago - 4841 osób

## Galeria

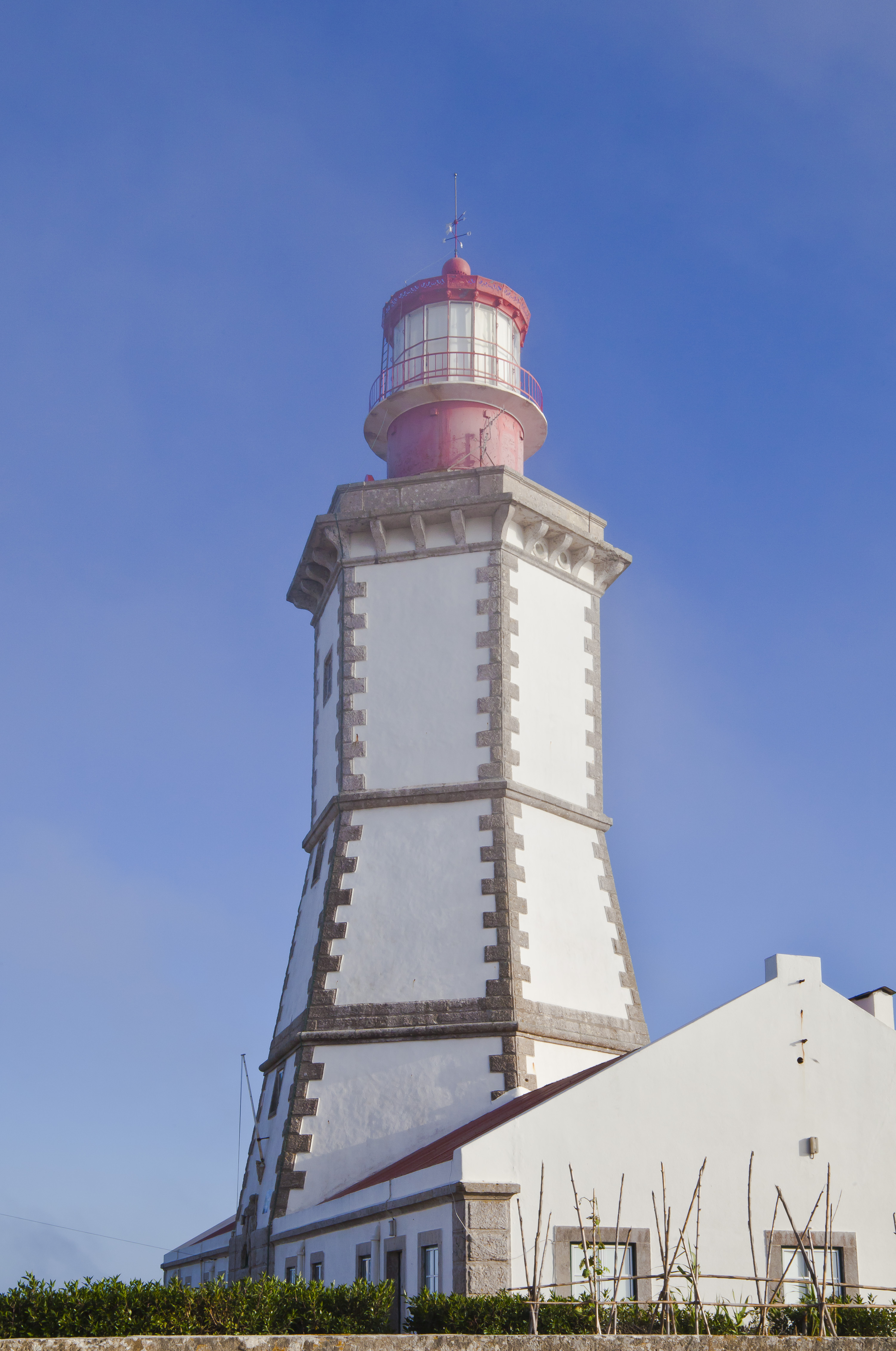
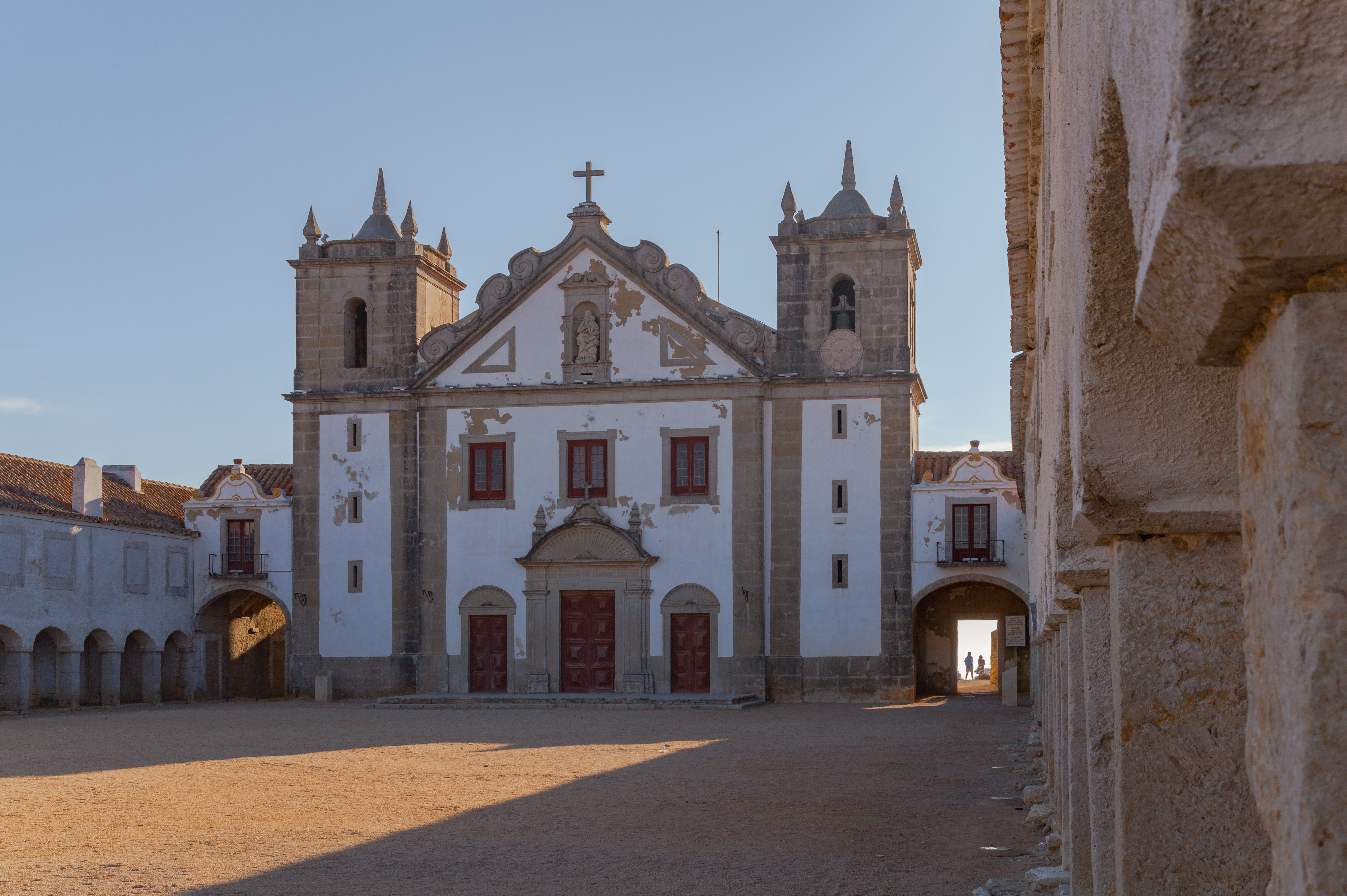
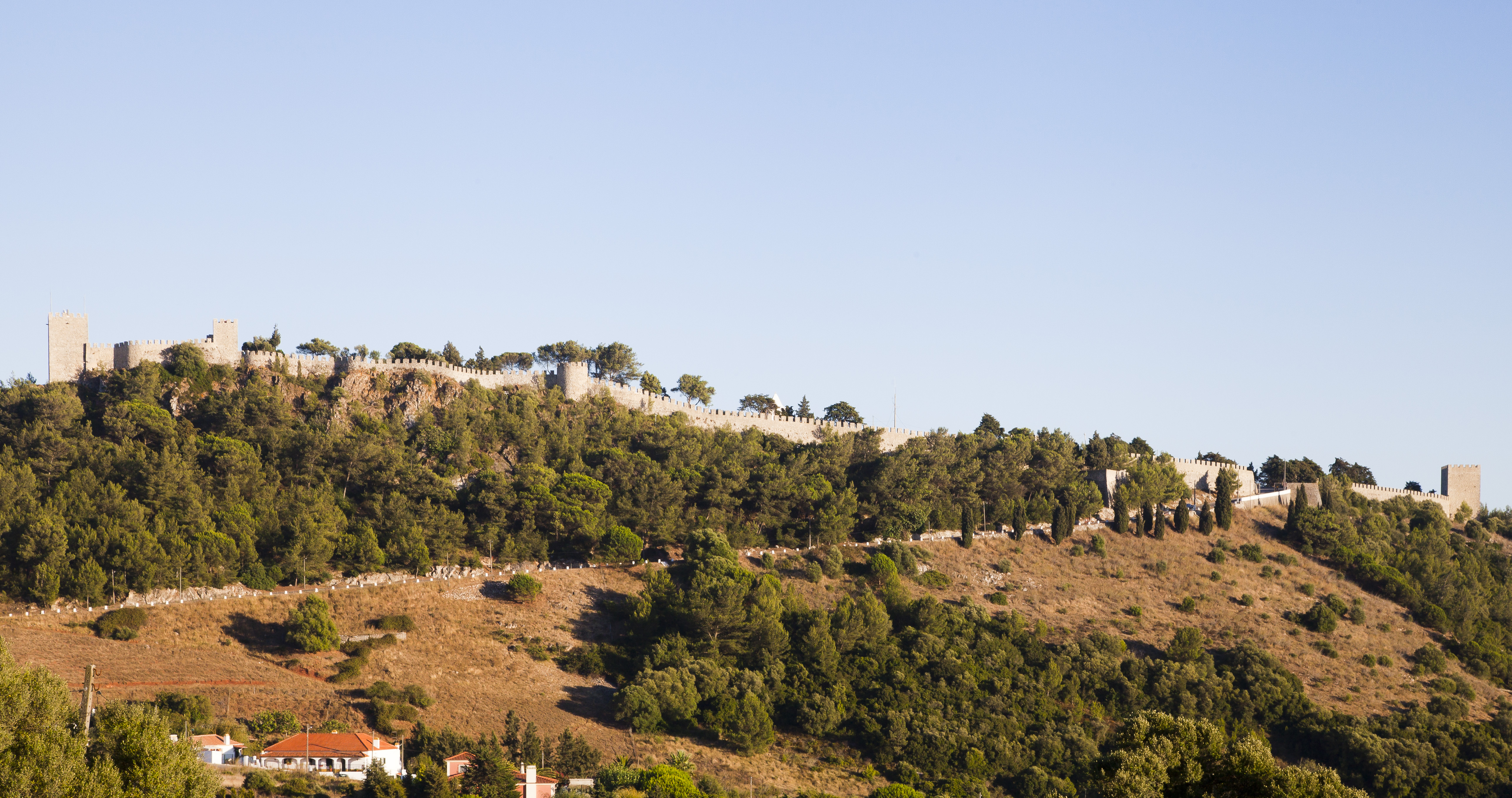
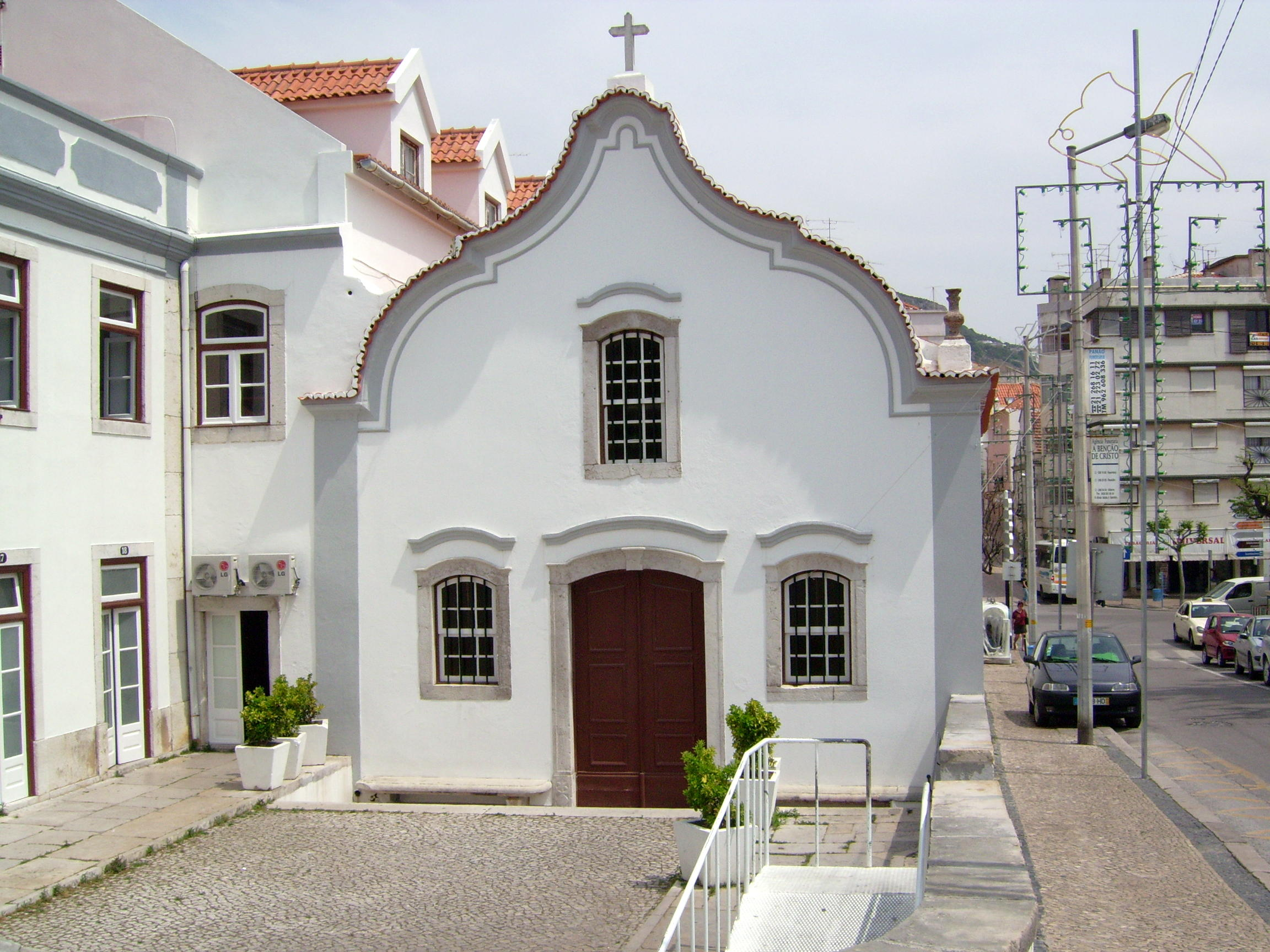
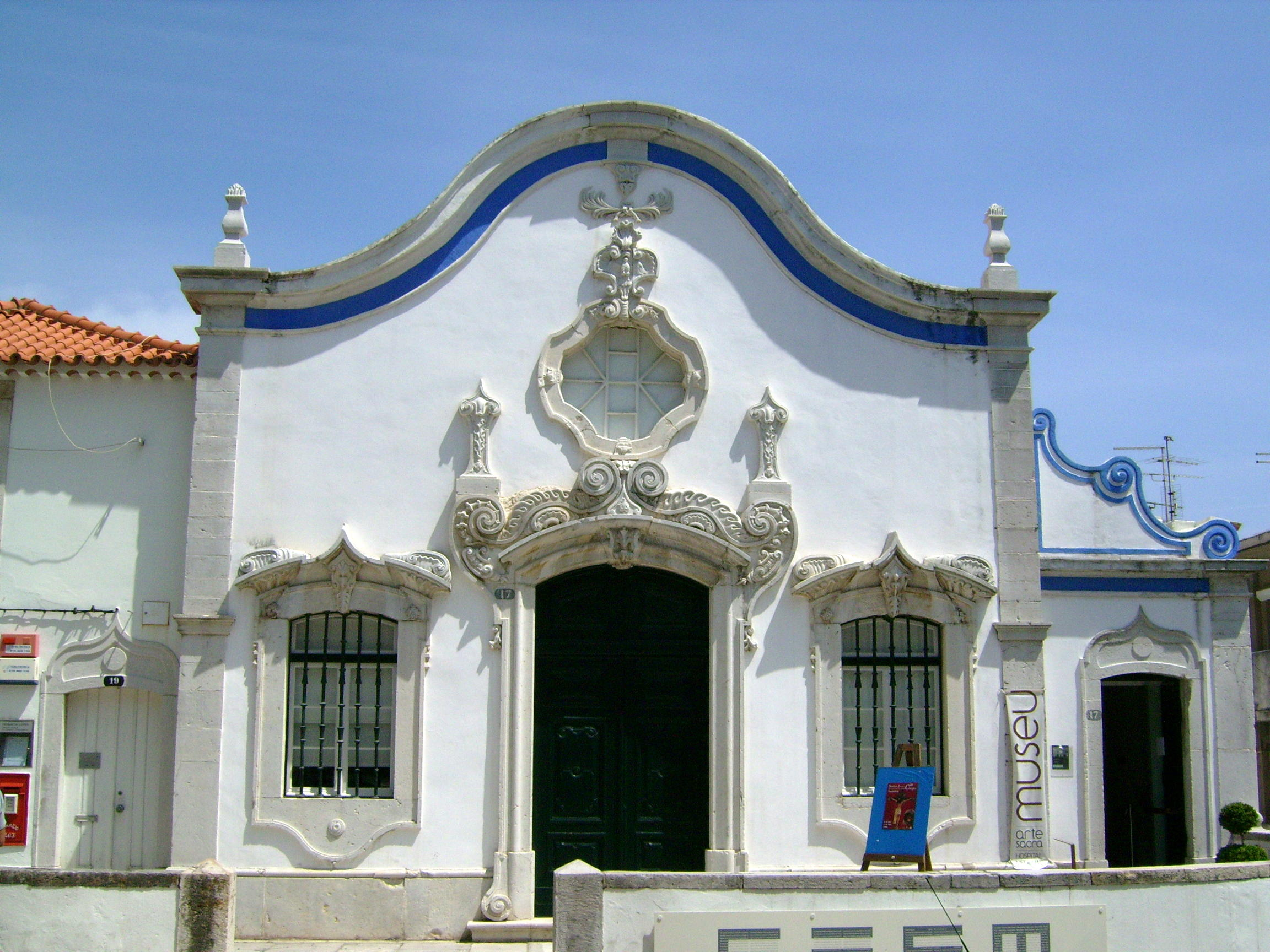
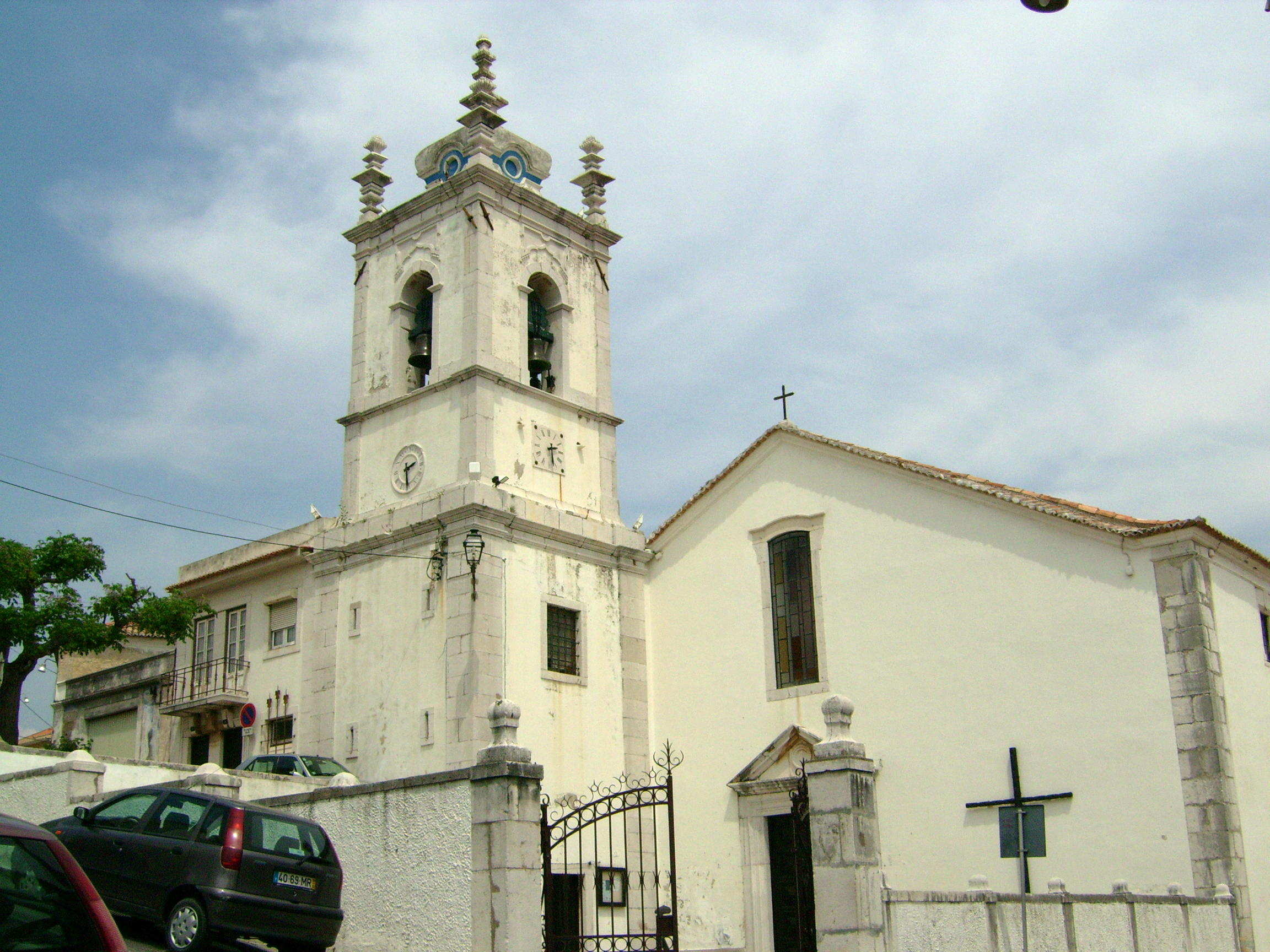
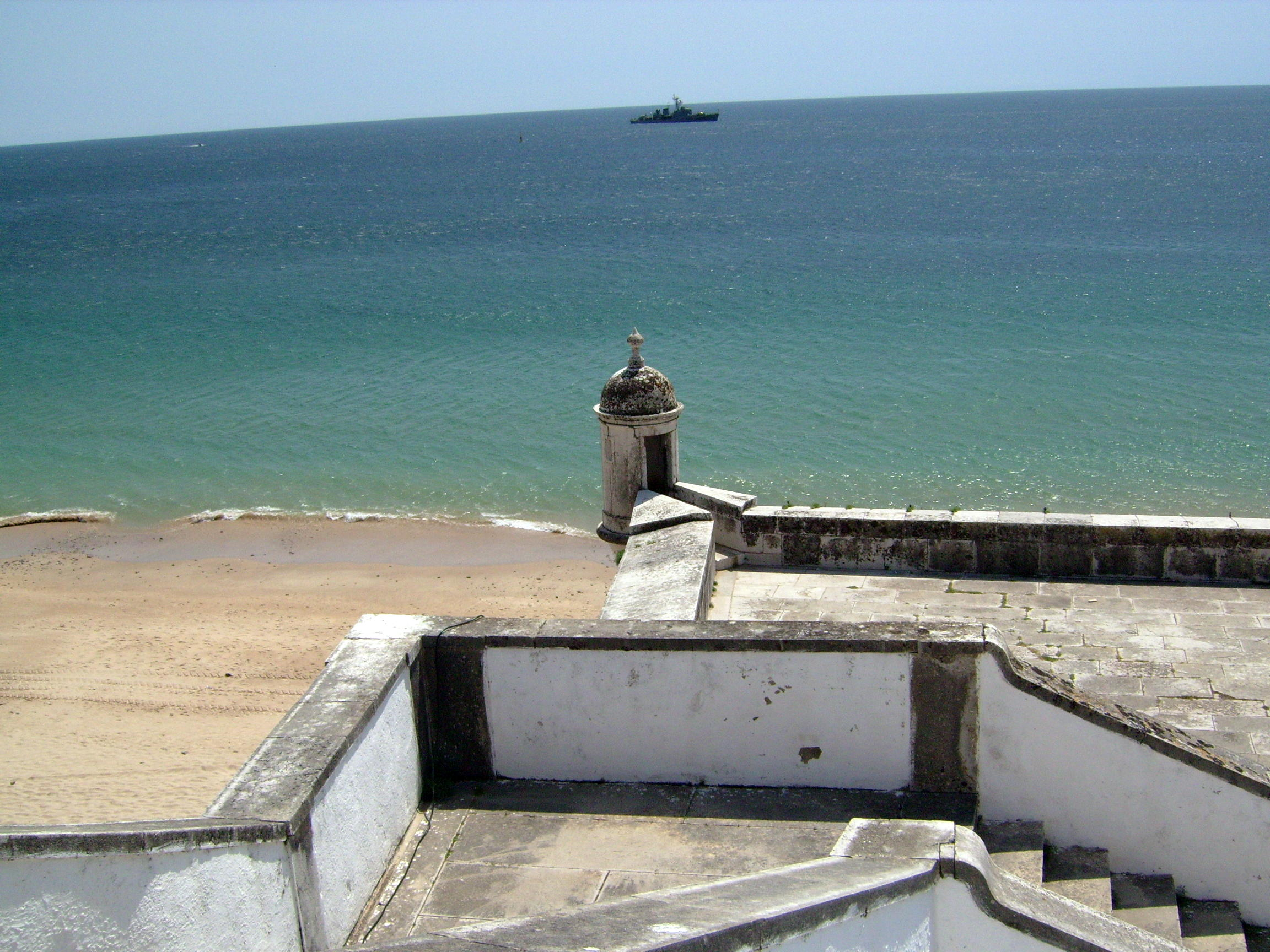
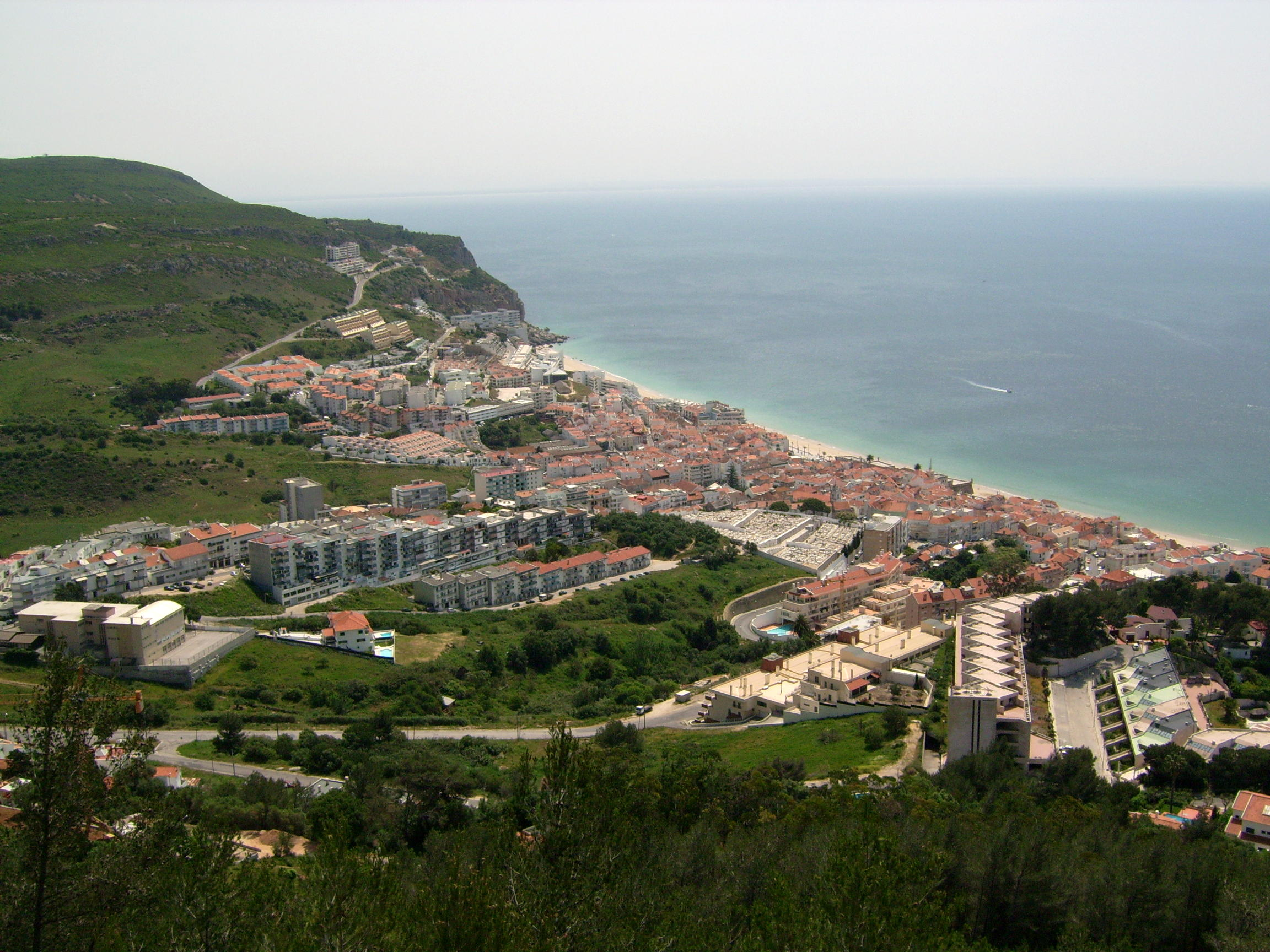

## Współpraca
Miejscowości partnerskie:

 Altea, Hiszpania
 Bad Kötzting, Niemcy
 Bellagio, Włochy
 Bundoran, Irlandia
 Chojna, Polska
 Granville, Francja
 Holstebro, Dania
 Houffalize, Belgia
 Judenburg, Austria
 Karkkila, Finlandia
 Kőszeg, Węgry
 Marsaskala, Malta
 Meerssen, Holandia
 Niederanven, Luksemburg
 Oxelösund, Szwecja
 Preny, Litwa
 Preweza, Grecja
 Sherborne, Wielka Brytania
 Türi, Estonia
 Sigulda, Łotwa
 Sušice, Czechy
 Zwoleń, Słowacja